# Kanton Douai-Nord-Est
Douai-Nord-Est (Nederlands: Dowaai-Noordoost) is een voormalig kanton van het Franse Noorderdepartement. Het kanton maakte deel uit van het arrondissement Douai.
In maart 2015 werd het kanton opgegeven en de gemeenten Douai en Flers-en-Escrebieux werden opgenomen in een nieuw kanton Douai. De overige gemeenten werden toegevoegd aan het al bestaande kanton Orchies.

## Gemeenten
Het kanton Douai-Nord-Est omvatte de volgende gemeenten:
- Auby
- Douai (deels, hoofdplaats)
- Flers-en-Escrebieux
- Râches
- Raimbeaucourt
- Roost-Warendin